# Infinitiv
Infinitiv (lateinisch [modus] infinitivus zu lat. infinitum, wörtl. „das Unbegrenzte“, gemeint: „das Unbestimmte“) ist der Name für eine Verbform, in der (normalerweise) Personalformen des Verbs (Person und Numerus) sowie Modus nicht ausgedrückt werden, also 'unbestimmt' bleiben. Infinitive tragen meist auch keine absoluten Tempusformen, es gibt beim deutschen Infinitiv aber zusammengesetzte Formen, die Zeitverhältnisse ausdrücken („gesehen zu haben“). Die lateinischen Infinitive drücken nur das Zeitverhältnis aus, ob gleichzeitig, vorzeitig oder nachzeitig in Bezug auf das Hauptverb; die altgriechischen Infinitive drücken - wie die Partizipien - nur den Aspekt aus. Die Aktiv-Passiv-Unterscheidung (und andere Diathesen) existieren jedoch regulär genauso im Infinitiv („gesehen zu werden“).
Es gibt einige Infinite Verbformen, die nicht unter die Bezeichnung „Infinitiv“ fallen, vor allem der Inflektiv sowie teilweise auch Partizipien. Allerdings werden Partizip-Formen in deutschen Hilfsverbkonstruktionen (etwa: „ich habe geschlafen“) teilweise auch als „dritter Status des Infinitivs“ bezeichnet (Partizipien, die nicht als Infinitive gelten, sind dann die adjektivisch gebrauchten Partizipien).
Im Deutschen und in vielen anderen Sprachen wird der Infinitiv als Nennform (Zitierform) eines Verbs verwendet; dies ist jedoch nicht in allen Sprachen so. Eine Reihe von Sprachen haben beispielsweise gar keinen Infinitiv, andere Sprachen verfügen zwar über einen Infinitiv, dieser wird aber nicht als Zitierform gebraucht.

## Der Infinitiv im Deutschen
Infinitive erscheinen im Deutschen:
- in Verbindung mit infinitivregierenden Verben (Beispiel: Sie muss bleiben. Er scheint zu schlafen.)[1]
- in nebensatzwertigen Infinitivphrasen (Beispiel: Lange Texte zu lesen, fällt ihm schwer.)[2]
- in hauptsatzwertigen Infinitivphrasen (Beispiel: Nicht aus dem Fenster lehnen!)[3]

### Formen
Der Infinitiv ist im Deutschen an der Endung -en zu erkennen (seltener: -n, -n von Verben wie ruder-n oder segel-n, die ursprünglich auf -elen oder -eren endeten; auch bei tun, von ursprünglich tuen, und sein):
- Der Zeuge will aussagen (Infinitiv Präsens Aktiv).

Man kann den Infinitiv auch in der Zeitform des Perfekt bilden:
- Der Zeuge will die Tat beobachtet haben (Infinitiv Perfekt Aktiv).

Für beide Zeitformen kann man auch einen Infinitiv im Passiv bilden:
- Der Täter möchte bei der Tat nicht entdeckt werden (Infinitiv Präsens Passiv).
- Der Zeuge könnte zur Aussage genötigt worden sein (Infinitiv Perfekt Passiv).

### Nebensatzwertige Infinitivphrasen
Infinitive können auch mit zu gebildet werden. Wenn außer dem Infinitiv und zu noch ein weiteres Wort zur Infinitivgruppe gehört, spricht man traditionell von einem „erweiterten Infinitiv“. Ein Infinitiv mit zu, der nachgestellt auftritt, hat immer den Status eines eigenen Nebensatzes (was für andere Konstruktionstypen mit Infinitiven nicht unbedingt gilt; näheres siehe unter Kohärente Konstruktion).
- Der Zeuge wünscht auszusagen (Präsens Aktiv).
- Er kommt, um auszusagen (Präsens Aktiv).
- Der Zeuge behauptet, die Tat beobachtet zu haben (Perfekt Aktiv).
- Der Täter hofft, bei der Tat nicht entdeckt zu werden (Präsens Passiv).
- Der Zeuge bestätigt, zur Aussage genötigt worden zu sein (Perfekt Passiv).

### Hauptsatzwertige Infinitivphrasen
Der „freie Infinitiv“ steht unabhängig von einem anderen Verb, vor allem bei Aufschriften und Anweisungen:
- Packungsbeilage beachten!

### Rechtschreibung
Infinitive werden – wie alle Verben – im Normalfall kleingeschrieben. Sie können jedoch auch substantivisch gebraucht werden und müssen dann großgeschrieben werden. Beispiele: „das Aussterben der Dinosaurier, zum Lachen sein, meines Erachtens, ohne Ansehen, viel Redens machen.“ Wenn die Substantivierung nicht eindeutig ist – eindeutig wird sie z. B. durch einen vorangestellten Artikel –, erlaubt der Duden sowohl Klein- als auch Großschreibung; seit der 25. Auflage empfiehlt er jedoch Großschreibung (Beispiel: „Irren ist menschlich“). Bei Infinitiven mit Reflexivpronomen (Beispiel: „sich regen bringt Segen“) liegt keine Substantivierung vor, sodass Kleinschreibung notwendig ist; bei der Substantivierung solcher Verben entfällt das Reflexivpronomen nämlich (sich regen → das Regen).
Übersichtliche zweiteilige Infinitivkomposita werden zusammengeschrieben (Beispiele: das Autofahren, das Anderssein). Durchkopplung, d. h. Getrenntschreibung mit Bindestrichen, wird erst bei unübersichtlichen Komposita (das Püree-Essen) sowie bei Komposita mit mehr als zwei Bestandteilen erforderlich (das In-den-Tag-hinein-Leben).

## Der Infinitiv in anderen Sprachen
Die meisten Infinitivformen haben keine Merkmale für Person und Numerus. Eine Ausnahme bildet die portugiesische Sprache, die einen „persönlichen Infinitiv“ kennt (infinitivo pessoal).

### In indogermanischen Sprachen
Der Infinitiv kommt in vielen indogermanischen Sprachen vor, hat aber in den verschiedenen Sprachgruppen unterschiedliche Endungen.
- Lateinisch

Präsens/Aktiv: clamare (rufen/schreien), vidēre (sehen), audire (hören), agĕre (handeln), venire (kommen)
Präsens/Passiv: clamari, videri, audiri, agi
Perfekt/Aktiv: clamavisse, vidisse, adivisse, egisse
Perfekt/Passiv: clamatum esse, visum esse, auditum esse, actum esse (mit Partizip Perfekt Passiv, deklinierbar)
Futur/Aktiv: clamaturum esse, visurum esse, auditurum esse, acturum esse
Futur/Passiv: clamatum iri, visum iri, auditum iri, actum iri (mit Supinum, nicht deklinierbar)
- Spanisch: -ar, -er, -ir

cantar (singen), beber (trinken), vivir (leben)
- Portugiesisch: -ar, -er, -ir

falar (sprechen), vender (verkaufen), partir (weggehen)
Ausnahme: pôr (setzen, stellen, legen)
- Französisch: -er, -dre, -oir, -ir, -re

donner (geben), prendre (nehmen), savoir (wissen), finir (beenden), vivre (leben)
Ausnahme: boire (trinken)
- Englisch: mit Infinitivmarker „to“ (fehlt beim bare infinitive)

to go (gehen), to sleep (schlafen), to sing (singen)
- Italienisch: -are, -ere, -ire

cantare (singen), vedere (sehen), partire (abfahren)
- Hindi: endet immer auf -ना /naˑ/

होना /ɦoːnaˑ/ (sein, werden), बेचना /beːt͡ɕ(ə)naˑ/ (verkaufen), ख़रीदना /xəriːd̪(ə)naˑ/ (kaufen)
- Rumänisch: mit Infinitivmarker „a“

a auzi (hören), a face (machen/tun), a vrea (wollen)
- Russisch: endet immer auf -ть, -ти oder -чь

жить (leben), писать (schreiben), любить (lieben), идти (gehen), нести (tragen), печь (backen), мочь (können)
- Lettisch: endet auf -t oder -ties

būt (sein), nākt (kommen), mācīties (lernen)
Hierbei ist die Endung -ties bei reflexiven Verben zu finden.
- Armenisch: endet auf -ալ oder -ել: կարդալ (lesen), գրել (schreiben)

- Sanskrit: endet auf -tum[7]

dātum (geben), bhávitum (sein)
Diese Endung ist der Akkusativ von -tu und entspricht dem Supinum im Latein und in Baltischen sowie Slawischen Sprachen.
Im älteren Vedischen kamen noch weitere Endungen vor, wobei deren Häufigkeit variieren konnte:
-e (z. B. dṙśé "sehen"),
-ase (Dativ von -as, z. B. áyase "gehen"),
-mane (Dativ von -man, z. B. dāmane "geben"),
-vane (Dativ von -van, z. B. dāváne "geben")
-taye (Dativ von -ti, z. B. sātáye "gewinnen")
-tave (Dativ von -tu, z. B. étave "gehen")
-sani (Lokativ von -san, z. B. neṣáṇi "führen")
Hierbei waren die Endungen mit Dativ am häufigsten.

### In finnougrischen Sprachen
- Finnisch: Jedes Verb bildet fünf Infinitive, die jeweils nur in bestimmten Kontexten verwendet werden können und nur in bestimmten Kasusformen oder Konstruktionen (teilweise in Verbindung mit den Possessivsuffixen zur Kennzeichnung der handelnden Person) auftreten.

1. Infinitiv I oder A-Infinitiv: laulaa (singen), laulaakseni [-si, -nsa …]
2. Infinitiv II oder E-Infinitiv: laulaessa,  laulettaessa, laulaen
3. Infinitiv III oder MA-Infinitiv: laulamassa, laulamasta, laulamaan, laulamalla, laulamatta, laulaman, laulettaman
4. Infinitiv IV oder MINEN-Infinitiv: laulaminen, laulamista
5. Infinitiv V oder MAISILLA-Infinitiv: laulamaisillani [-si, -nsa …]

- Estnisch: Jedes Verb bildet zwei Infinitive, und zwar auf -da (selten -ta oder -a) oder -ma, wobei sich beide in der Anwendung im Satz unterscheiden.[8]

lugema – lugeda (lesen), ostma – osta (kaufen)
- Ungarisch: immer auf -ni

menni (gehen), futni (rennen)

### In Turksprachen
- Türkisch: endet immer auf -mak oder -mek

gülmek (lachen), gelmek (kommen), bakmak (gucken), oynamak (spielen)

### In Plansprachen
- Esperanto: endet immer auf -i

iri (gehen), labori (arbeiten), vidi (sehen), kompreni (verstehen)
- Volapük: endet immer auf -ön

stopön (anhalten), klotön (ankleiden), dolön (schmerzen)